# Lijst van voetbalinterlands Somalië - Tanzania
Deze lijst van voetbalinterlands is een overzicht van alle officiële voetbalwedstrijden tussen de nationale teams van Somalië en Tanzania. De landen hebben tot op heden tien keer tegen elkaar gespeeld. De eerste ontmoeting, een groepswedstrijd tijdens de CECAFA Cup 1980, vond plaats op 17 november 1980 in Khartoem (Soedan). Het laatste duel, een kwalificatiewedstrijd voor het African Championship of Nations 2022, werd gespeeld in Dar es Salaam op 30 juli 2022.

## Wedstrijden
| №  | Plaats        | Datum            | Competitie                                        | Wedstrijd          | Uitslag |
| -- | ------------- | ---------------- | ------------------------------------------------- | ------------------ | ------- |
| 1  | Khartoem      | 17 november 1980 | CECAFA Cup 1980                                   | Tanzania − Somalië | 1 − 1   |
| 2  | Nairobi       | 29 november 1994 | CECAFA Cup 1994                                   | Tanzania − Somalië | 4 − 0   |
| 3  | Jinja         | 1 december 1995  | CECAFA Cup 1995                                   | Tanzania − Somalië | 7 − 0   |
| 4  | Dar es Salaam | 12 december 2007 | CECAFA Cup 2007                                   | Tanzania − Somalië | 1 − 0   |
| 5  | Kampala       | 3 januari 2009   | CECAFA Cup 2008                                   | Somalië − Tanzania | 1 − 0   |
| 6  | Dar es Salaam | 30 november 2010 | CECAFA Cup 2010                                   | Tanzania −Somalië  | 3 − 0   |
| 7  | Kampala       | 1 december 2012  | CECAFA Cup 2012                                   | Somalië − Tanzania | 0 − 7   |
| 8  | Nairobi       | 1 december 2013  | CECAFA Cup 2013                                   | Somalië − Tanzania | 0 − 1   |
| 9  | Dar es Salaam | 23 juli 2022     | African Championship of Nations 2022 kwalificatie | Somalië − Tanzania | 0 − 1   |
| 10 | Dar es Salaam | 30 juli 2022     | African Championship of Nations 2022 kwalificatie | Tanzania − Somalië | 2 − 1   |

## Samenvatting
| Competitie                                   | Totaal gespeeld | Winst Somalië | Gelijk | Winst Tanzania | Doelsaldo Somalië – Tanzania |
| -------------------------------------------- | --------------- | ------------- | ------ | -------------- | ---------------------------- |
| African Championship of Nations-kwalificatie | 2               | 0             | 0      | 2              | 1 − 3                        |
| CECAFA Cup                                   | 8               | 1             | 1      | 6              | 2 − 24                       |
| Totaal                                       | 10              | 1             | 1      | 8              | 3 − 27                       |

SFF · A-internationals
1970-1979 ·
1980-1989 ·
1990-1999 ·
2000-2009 ·
2010-2019 ·
2020-2029
1972 ·
1973 · 
1974 · 
1975 · 
1976 · 
1977 · 
1978 · 
1979 ·
1980 · 
1981 ·
1982 · 
1983 · 
1984 · 
1985 · 
1986 · 
1987 ·
1988 ·
1989 ·
1990 ·
1991 ·
1992 ·
1993 ·
1994 · 
1995 · 
1996 ·
1997 ·
1998 ·
1999 · 
2000 · 
2001 · 
2002 · 
2003 · 
2004 · 
2005 · 
2006 · 
2007 · 
2008 · 
2009 · 
2010 · 
2011 · 
2012 ·
2013 ·
2014 ·
2015 ·
2016 ·
2017 ·
2018 ·
2019 ·
2020 ·
2021 ·
2022 ·
2023
Algerije ·
Botswana ·
Burundi ·
China ·
Djibouti ·
Egypte ·
Eritrea ·
Ethiopië ·
Ghana ·
Guinee ·
Kameroen ·
Kenia ·
Libanon ·
Malawi ·
Marokko ·
Mauritanië ·
Mozambique ·
Niger ·
Oeganda ·
Oman ·
Rwanda ·
Sierra Leone ·
Soedan ·
Swaziland ·
Tanzania ·
Tunesië ·
Zambia ·
Zimbabwe ·
Zuid-Soedan
FAT · A-internationals · Olympische elftal · Vrouwenelftal
Algerije ·
Angola ·
Benin ·
Botswana ·
Brazilië ·
Bulgarije ·
Burkina Faso ·
Burundi ·
Centraal-Afrikaanse Republiek ·
China ·
Congo-Brazzaville ·
Congo-Kinshasa ·
Djibouti ·
Egypte ·
Equatoriaal-Guinea ·
Eritrea ·
Ethiopië ·
Gabon ·
Gambia ·
Ghana ·
Guinee ·
Indonesië ·
Ivoorkust ·
Jemen ·
Kaapverdië ·
Kameroen ·
Kenia ·
Lesotho ·
Liberia ·
Libië ·
Madagaskar ·
Malawi ·
Marokko ·
Mauritanië ·
Mauritius ·
Mongolië ·
Mozambique ·
Namibië ·
Nieuw-Zeeland ·
Niger ·
Nigeria ·
Oeganda ·
Palestina ·
Rwanda ·
Saoedi-Arabië ·
Senegal ·
Seychellen ·
Soedan ·
Somalië ·
Swaziland ·
Togo ·
Tsjaad ·
Tunesië ·
Zambia ·
Zimbabwe ·
Zuid-Afrika